# Cantate chorale
Une cantate chorale est une pièce de musique sacrée pour voix et instruments, originaire principalement de la période baroque de la musique allemande qui organise le texte et la musique en forme de choral. Une cantate chorale comprend habituellement plusieurs mouvements (ou parties). La plupart des cantates chorales ont été écrites entre 1650 et 1750, les plus connues étant, de loin, celles de Johann Sebastian Bach, particulièrement les cantates composées pour son deuxième cycle annuel de cantates à Leipzig à partir de 1724.

## Description
La cantate chorale s'est formée à partir du concerto choral, une forme antérieure beaucoup utilisée par Samuel Scheidt au début du XVIIe siècle et qui incorporait des éléments de l'École vénitienne (musique) tel que le style concertato dans la musique liturgique de la Réforme protestante. Plus tard la cantate chorale s'est développée selon trois formes :
1. Une forme dans laquelle chaque strophe est développée en un mouvement indépendant;
2. Une forme dans laquelle le choral apparaît dans l'un des mouvements, parfois deux, les autres mouvements de la cantate utilisant d'autres textes;
3. Une forme créée par J.S. Bach, dans laquelle le premier et le dernier mouvement utilisent la première et la dernière strophe du choral, tandis que les mouvements intermédiaires -ainsi l'aria et le récitatif- paraphrasent le texte original du choral. Les mouvements d'ouverture et de clôture ont recours à tous les instruments et toutes les voix, alors que les mouvements centraux sont écrits pour de plus petits ensembles.

La plupart des compositions de ce genre n'ont jamais été publiées. Il était en effet habituel pour les compositeurs de cette époque d'écrire pour des concerts spécifiques ; le compositeur et le directeur de musique d'une église étaient souvent une seule et même personne dont la musique était écrite, copiée et jouée rapidement et restait sous forme de manuscrit. Plus de 95 % des compositions de ce genre ont probablement été perdues.

## Compositeurs de cantates chorales

### Baroque
- Samuel Scheidt
- Johann Andreas Herbst
- Johann Erasmus Kindermann
- Franz Tunder
- Nicolaus Bruhns
- Dietrich Buxtehude
- Johann Krieger
- Sebastian Knüpfer
- Johann Schelle
- Johann Pachelbel
- Johann Rosenmüller
- Johann Crüger
- Joachim Gerstenbüttel
- Georg Bronner
- Christoph Graupner
- Johann Kuhnau
- Georg Philipp Telemann
- Johann Sebastian Bach

### Post-Baroque
- Felix Mendelssohn
- Arnold Mendelssohn
- Hector Berlioz
- Max Reger